# Deutsch-Amerikanische Freundschaft
Deutsch-Amerikanische Freundschaft (en alemany, Amistat Germano-Americana) o DAF són un grup alemany de música electrònica. Els seus membres són Gabriel Delgado-López (veu) i Robert Görl (bateria, seqüenciador, sintetitzador). Gabi Delgado és el lletrista del grup, mentre Görl és el compositor de la música.
El seu estil ha canviat molt (juntament amb la seva formació) al llarg dels anys, des del punk industrial que practicaven als seus inicis fins a l'estil del seu material més recent, proper a la música dance.
Tot i que ocasionalment han conegut l'èxit comercial, avui dia són vistos com un grup de culte, i la seva influència sobre la música electrònica ha estat molt gran, particularment en gèneres com l'EBM o en certs corrents techno.

## Biografia

### Inicis i debut discogràfic
Els inicis de DAF es troben a l'escena punk de la ciutat alemanya de Düsseldorf. Görl, originari de Múnic, s'hi va traslladar amb un amic seu també muniquès, el teclista i saxofonista Chrislo Haas. Görl i Haas participaren a diversos projectes; entre ells, el grup YOU, amb un altre membre de la incipient escena electrònica de la ciutat, Kurt Dahlke, que posteriorment formaria Der Plan. Paral·lelament Görl havia conegut a Gabriel Delgado durant una actuació de Mittagspause -on Delgado feia de segon vocalista- a la taverna Ratinger Hof. La primera formació de DAF consistia en membres de YOU i Mittagspause: Delgado a les veus, Dahlke als teclats, Görl a la bateria i, completant el conjunt, Wolfgang Spelmans (guitarra) i el baixista Michael Kemner. El nom del grup correspon a un lema propagandístic d'amistat i cooperació entre els Estats Units i l'antiga República Federal d'Alemanya, creat després de la Segona Guerra Mundial.
Delgado, però, deixà temporalment la banda; els membres restants decidiren d'enregistrar el seu àlbum de debut igualment, encara que fos sense ell. Així, Produkt der Deutsch-Amerikanischen Freundschaft (enregistrat a un pub anomenat Grün In, regentat pel baixista Michael Kemner) aparegué l'any 1979 i fou publicat al segell independent de Dahlke, "Warning" (que després passà a anomenar-se "Art Attack" i, finalment, Atatak). Aquest primer àlbum mostra la part més experimental de DAF: baixos densos, bateria contundent, guitarres distorsionades i teclats que combinen soroll i melodia.
Poc després de l'edició d'"Ein Produkt...", Dahlke decidí de separar-se dels DAF, per concentrar-se en el seu propi projecte, Der Plan; per substituir-lo, Görl reclutà al seu amic Haas. Juntament amb Delgado, que ja havia tornat al si del grup, DAF continuaren les seves activitats, dirigides ara a la preparació del seu segon disc.

### Die Kleinen und die Bösen
Amb la formació de quintet, DAF passaren una temporada a Londres; en poc temps, Kemner se separà del grup i tornà cap a Düsseldorf. El quartet restant continuà actuant en clubs com "Electric Ballroom" (com a teloners del grup Wire) abans de tornar cap a Alemanya. A Colònia, a l'estudi de Conny Plank (anomenat Conny's Studio), DAF hi enregistraren el seu primer senzill, "Kebabträume" (que era una versió renovada d'una cançó, "Militurk", que Delgado i Kemner havien escrit durant la seva estada a Mittagspause) i el seu segon disc, Die Kleinen und die Bösen. L'estil d'aquest àlbum es podria definir com una mescla entre punk i música industrial, continuant amb el que ja oferia el primer, però ara amb la veu de Delgado dominant el conjunt i donant a les cançons un toc agressiu i furiós en alguns temes ("Nachtarbeit", "Gib's mir", "Die fesche Lola"...) o inquietantment calmat i tranquil en d'altres ("Kinderfunk", "Ich gebe dir ein Stück von mir"). Tant "Kebabträume" com "Die Kleinen..." foren publicats al segell discogràfic Mute Records l'any 1980.
Posteriorment Haas deixà el grup per formar una nova banda, Liaisons Dangereuses; pel que fa al guitarrista Spelmans, finalment, seguí el seu exemple i també abandonà. Görl i Delgado, doncs, quedaren com a únics integrants de DAF, amb plena llibertat per reduir el contingut instrumental de les seves cançons al mínim imprescindible. De la mà de Virgin Records, editaren tres discos que els convertirien en poc temps en un grup innovador i influent però, alhora, polèmic i ambigu.

### Minimalisme i polèmica
1981 va ser l'any de publicació del primer disc dels "nous" DAF, amb l'esquema musical bateria-seqüenciador-veu que esdevindria la seva marca: Alles ist gut (tot està bé). Co-produït per Plank, l'àlbum vingué precedit pel tema que els col·locà en el centre de les mirades i de les discussions: "Der Mussolini". Algunes veus d'opinió van interpretar que la cançó era una al·legoria al feixisme i al totalitarisme, però en realitat DAF només volien provocar, i de fet el text tracta amb sarcasme els personatges històrics que nomena. El disc conté més temes per a la polèmica: "Der Räuber und der Prinz" (el lladre i el príncep) és una espècie de paròdia homoeròtica dels contes infantils, mentre les lletres de "Rote Lippen" (llavis vermells) i "Mein Herz macht Bum" (el meu cor fa "Bum") contenen una forta càrrega sexual. Musicalment l'àlbum és un exemple de pop minimalista, amb tocs ballables en alguns casos. La seva imatge, amb roba de cuiro negra, afegí un nou element d'ambigüitat i fins i tot de perillositat al grup. La polèmica que creà "Der Mussolini" serví per augmentar les vendes i la fama de DAF, que esdevingueren per un breu període el grup més conegut de la Neue Deutsche Welle.
A finals de 1981 DAF publicaren el seu següent àlbum, Gold und Liebe (or i amor). En aquest disc DAF continuen amb la fórmula musical que els havia donat tan bons resultats, però en aquesta ocasió les vendes foren inferiors. Les lletres d'aquest nou àlbum parlen de temes més corporals, com el sexe -"Sex unter Wasser" (sexe sota l'aigua), "Liebe auf dem ersten Blick" (amor a primera vista)- o el culte al cos -"Muskel" (múscul), "Absolute Körperkontrolle" (control corporal absolut)-.
Els problemes que estaven tenint amb l'opinió pública alemanya i el descens en les vendes van provocar les primeres friccions entre Görl i Delgado, que decidiren de dissoldre el grup després de l'edició del seu cinquè àlbum, Für immer (Per sempre). Novament DAF mantenen intacte l'esquema musical que venien aplicant, amb alguns temes més per a la polèmica, com "Ein bisschen Krieg" (una miqueta de guerra).

### Punt i a part
Amb "Für immer" a les botigues, DAF anunciaren la dissolució del grup (segons les seves pròpies paraules, "Havien complert la seva missió"). Aquesta aturada de les activitats de DAF només fou interrompuda per l'edició d'un nou disc, 1st step to heaven, que veié la llum l'any 1986; es tracta del seu primer (i, fins a la data, únic) àlbum en anglès, amb peces que voregen estilísticament la música house, i que passà pràcticament inadvertit.
Amb anterioritat, Görl i Delgado havien publicat ja discos en solitari; Görl edità "Night full of tension" (1983), amb col·laboracions d'artistes com Annie Lennox, i que continua amb l'estil electrònic de DAF. D'altra banda, Delgado també edità un disc en solitari l'any 1983, anomenat "Mistress", amb tocs de jazz i funk.
Finalment DAF publicaren una recopilació, Best of DAF (1988), un altre cop a Virgin Records. Després, Görl i Delgado (en el seu cas, sota els pseudònims de Delkom i DAF-DOS) publicaren més material en solitari i, a més, van fer-se un lloc en el món dels DJs.

### Reaparició
2003 fou l'any escollit per Görl i Delgado per reaparèixer i tornar a enregistrar junts amb el nom de DAF. El resultat de les sessions va ser el disc Fünfzehn neue DAF Lieder (Quinze noves cançons de DAF), on Görl mescla ritmes dance amb el so del seu sintetitzador clàssic, el Korg MS-20, i amb lletres on, novament, Gabi hi deixa un cert contingut polèmic, com en el cas de "Der Sheriff", una cançó que ells mateixos van qualificar, segons el seu subtítol, com a "Anti-amerikanisches Lied" (cançó anti-americana). Per promocionar el disc, DAF iniciaren una gira per Alemanya.
Posteriorment, però, Delgado manifestà no sentir-se interessat ni en noves actuacions ni en nous discos amb DAF; per tant, el futur del grup és una incògnita, i més tenint en compte que Görl ha posat en funcionament el projecte musical DAF-Partei, amb la col·laboració del cantant Thoralf Dietrich.